# Virginia Slims of Dallas 1977
Virginia Slims of Dallas 1977  — жіночий тенісний турнір, що проходив на закритих кортах з килимовим покриттям Moody Coliseum у Далласі (США) в рамках Світової чемпіонської серії Вірджинії Слімс 1977. Турнір відбувся вп'яте і тривав з 7 березня до 13 березня 1977 року. Друга сіяна Сью Баркер здобула титул в одиночному розряді й отримала за це 20 тис. доларів США.

## Фінальна частина

### Одиночний розряд
Сью Баркер —  Террі Голледей 6–1, 7–6(5–4)

### Парний розряд
Мартіна Навратілова /  Бетті Стов —  Керрі Рід /  Грір Стівенс 6–2, 6–4

## Розподіл призових грошей
| Дисципліна       | П       | F       | 3-тє   | 4-те   | ЧФ     | 1/8    | 1/16 | Prel. round |
| Одиночний розряд | $20,000 | $10,000 | $5,800 | $5,000 | $2,500 | $1,375 | $775 | $400        |